# Nouveau Stade de Bordeaux
Nouveau Stade de Bordeaux poznat i kao Matmut Atlantique je stadion u Bordeauxu u Francuskoj. Naziv Matmut Atlantique nosi zbog sponzorstva.
Gradnja stadiona je započela 2013. godine, a završila u travnju 2015. Stadion je otvoren 18. svibnja 2015. godine.
Prvu utakmicu igrali su Bordeaux protiv Montpelliera 23. svibnja 2015. u okviru Ligue 1.  Kapacitet stadiona je 42.115 mjesta, nja njemu domaće utakmice igra FC Girondins de Bordeaux. Stadion je također bio domaćin polufinala francuskog rugby prvenstva.  Na njemu će se odigrati pet utakmica Europskog prvenstvo 2016. uključujući i jednu četvrtfinalnu utakmicu.
Francuska nogometna reprezentacija je na ovom stadionu 7. rujna 2015. godine u prijateljskom susretu pobijedila Srbiju s 2-1.

## Nogometna natjecanja

### Europsko prvenstvo 2016.
| Datum      | Reprezentacija | Rez.        | Reprezentacija | Krug         |
| ---------- | -------------- | ----------- | -------------- | ------------ |
| 11. lipnja | Wales          | 2:1         | Slovačka       | Grupa B      |
| 14. lipnja | Austrija       | 0:2         | Mađarska       | Grupa F      |
| 18. lipnja | Belgija        | 3:0         | Irska          | Grupa E      |
| 22. lipnja | Hrvatska       | 2:1         | Španjolska     | Grupa D      |
| 2. srpnja  | Njemačka       | 1:1 (6:5 p) | Italija        | Četvrtfinale |

## Vanjske poveznice
- Službena stranica  Arhivirana inačica izvorne stranice od 5. ožujka 2016. (Wayback Machine)